# Goran Vasilijević
Goran Vasilijević (sinh ngày 27 tháng 8 năm 1965) là một cầu thủ bóng đá người Serbia.

## Sự nghiệp câu lạc bộ
Goran Vasilijević đã từng chơi cho JEF United Ichihara.

## Thống kê câu lạc bộ

### J.League
| Đội                 | Năm       | J.League | J.League | J.League Cup | J.League Cup | Tổng cộng | Tổng cộng |
| Đội                 | Năm       | Trận     | Bàn      | Trận         | Bàn          | Trận      | Bàn       |
| ------------------- | --------- | -------- | -------- | ------------ | ------------ | --------- | --------- |
| JEF United Ichihara | 1995      | 32       | 4        | -            | -            | 32        | 4         |
| JEF United Ichihara | 1996      | 0        | 0        | 0            | 0            | 0         | 0         |
| Tổng cộng           | Tổng cộng | 32       | 4        | 0            | 0            | 32        | 4         |